# Acer campestre
Acer campestre, el arce menor, arce campestre o arce silvestre es una especie perteneciente a la familia de las sapindáceas. Muy extendida por Europa y oeste de Asia; también en algunas zonas del norte de África.

## Descripción
Es un árbol caducifolio de 7-10 m de altura, con la corteza gris-castaño, corchosa, tornándose escamosa y fisurada con los años. Hojas 3-5 palmatilobadas, de 10-12 x 10-12 cm, algo glaucas, con el envés ligeramente tomentoso; margen entero, algo ondulado. Pecíolo de 8-10 cm de longitud, con látex. Flores de color verde amarillento, apareciendo antes que las hojas en inflorescencias corimbosas terminales. Fruto pequeño, en doble sámara de 3-5 cm de longitud, pubescentes, de alas opuestas. 

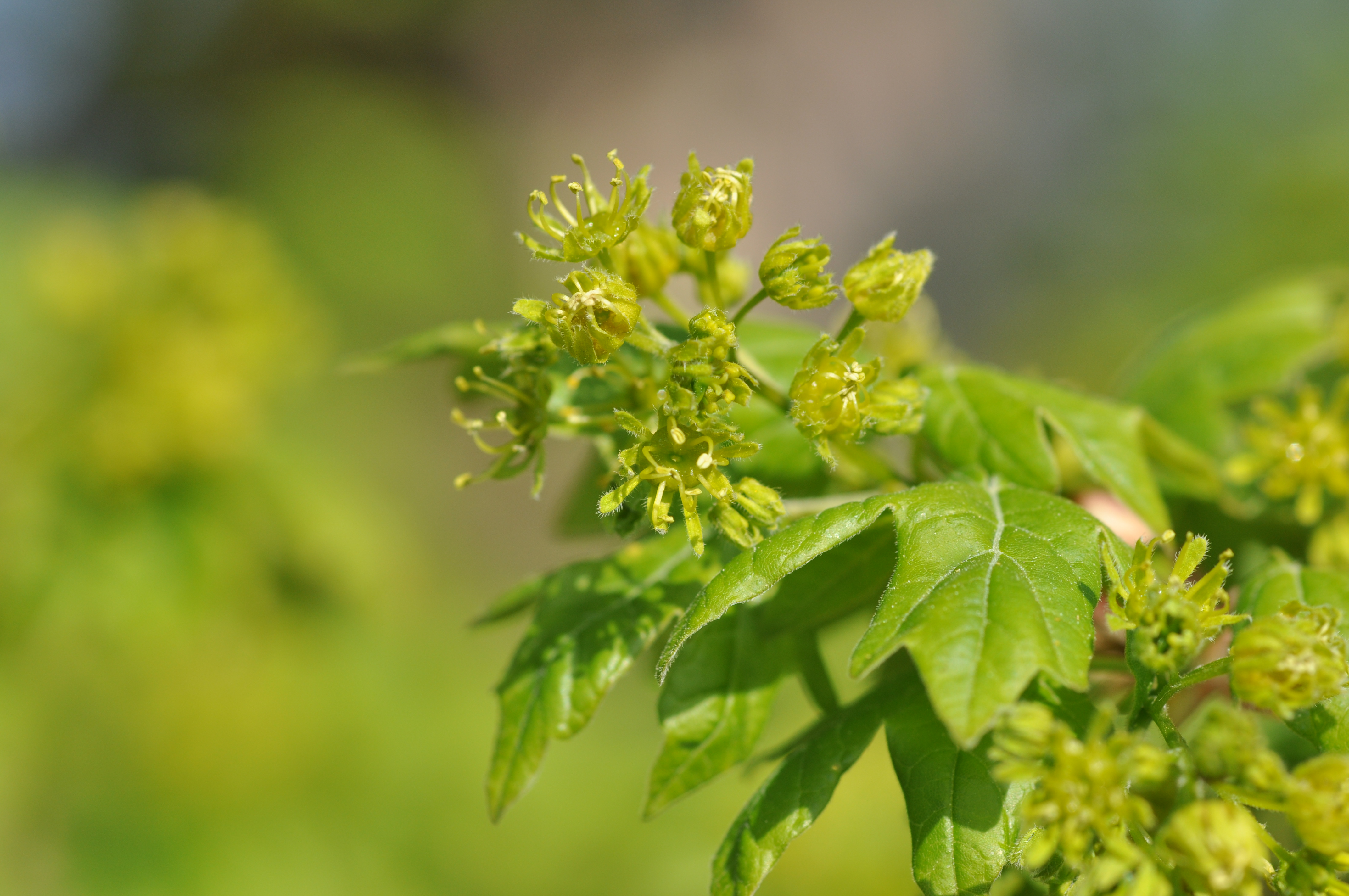
Las flores de Acer campestre salen en primavera antes de las hojas y son de color verde amarillento.

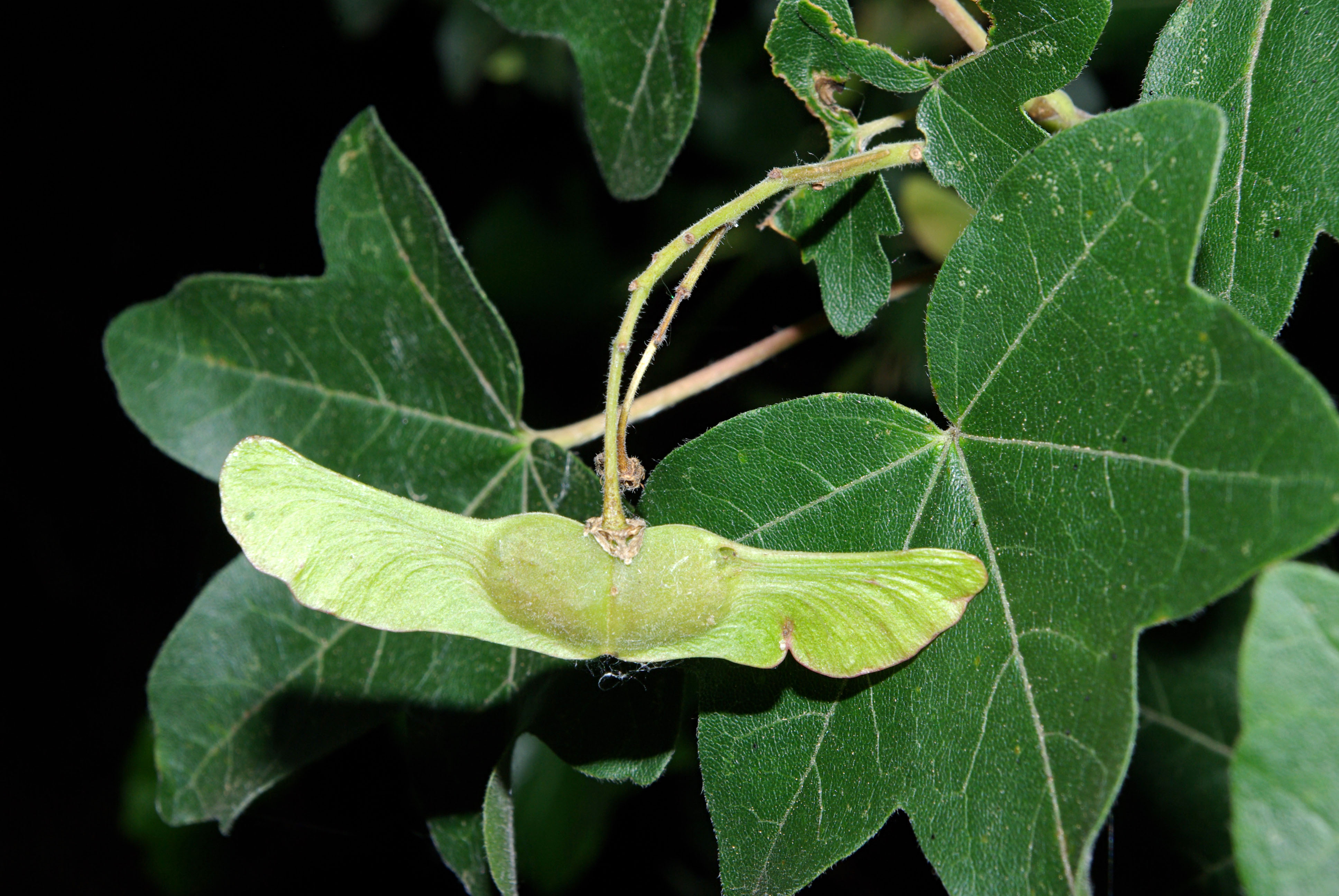
Las disámaras opuestas de Acer campestre tienen la semilla aplanada.

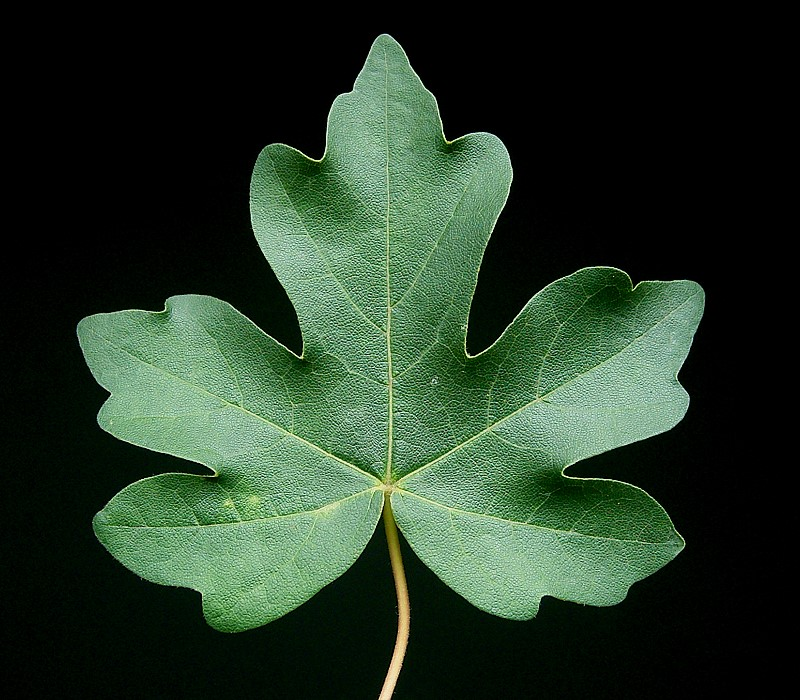
Las hojas de Acer campestre son de color verde oscuro con cinco puntas, de forma muy característica.

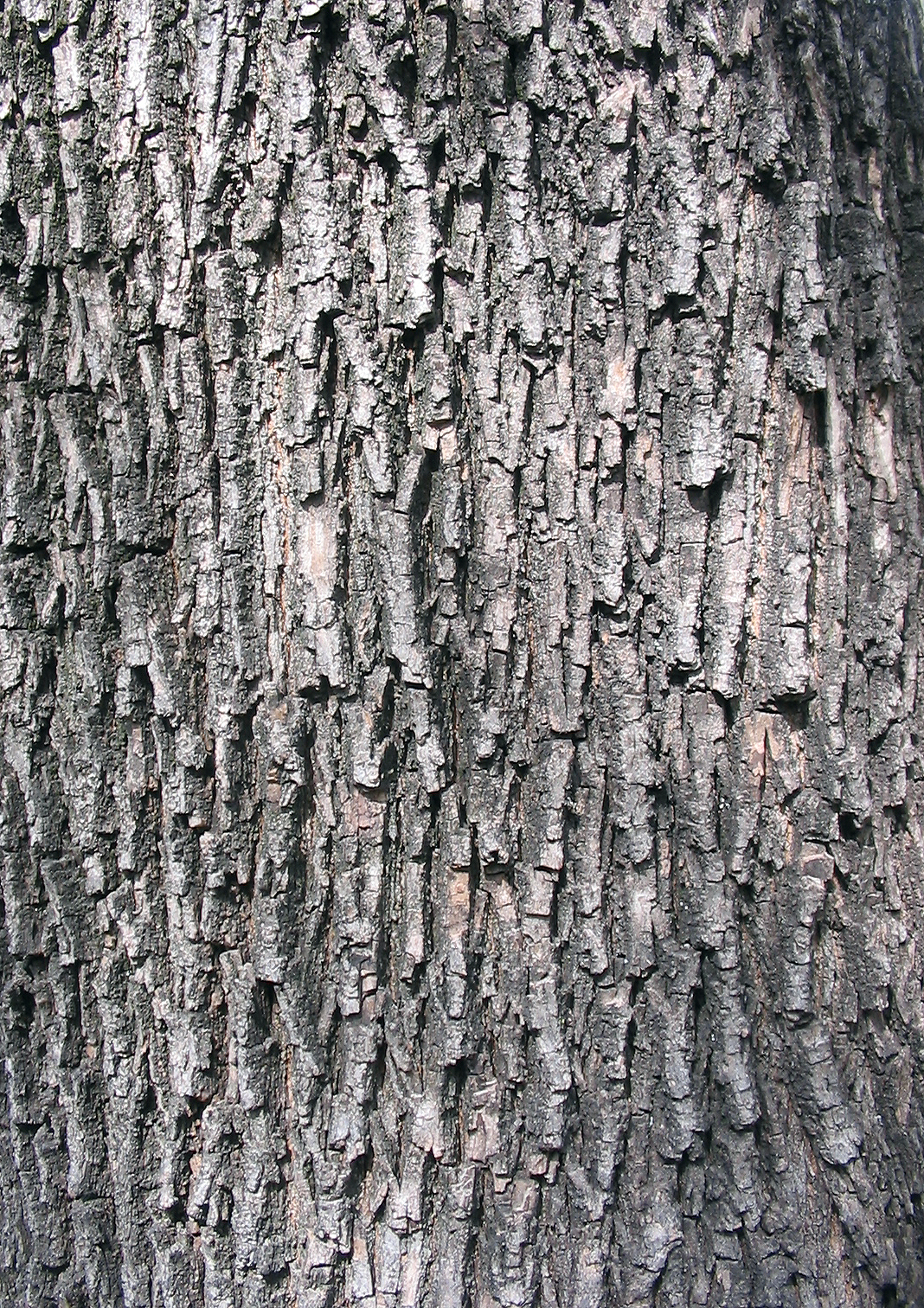
La corteza de Acer campestre es de color gris-castaño.

## Propiedades
- Principios activos: Fitosteroles, colina, alantoína, taninos.[1]

- Indicaciones: Astringente, suave anticolesterolémico. Se usa la corteza, desecándola al sol y conservándola en lugar seco, normalmente en decocción.[1]

- Otros usos: Apreciada en carpintería por su grano fino y tono muy claro, resiste bien el ataque de los insectos. Mediante defoliación se producen láminas usadas en ebanistería por sus jaspeados. Especie melífera, usada en apicultura. En cosmética, es usada para las pieles enrojecidas. En Alsacia cuelgan las ramas de arce sobre la puerta de entrada de las casas, para ahuyentar a los murciélagos.[1]

## Taxonomía
Acer campestre fue descrita por Carlos Linneo y publicado en Species Plantarum 2: 1055–1056, en el año 1753.
Etimología
Acer: nombre genérico que procede del latín ǎcěr, -ĕris (afilado), referido a las puntas características de las hojas o a la dureza de la madera que, supuestamente, se utilizaría para fabricar lanzas. Ya citado en, entre otros, por Plinio el Viejo, 16, XXVI/XXVII, refiriéndose a unas cuantas especies de Arce.
campestre: epíteto latino que significa "del campo".
Citología
Número de cromosomas de Acer campestre (Fam. Aceraceae) y táxones infraespecíficos: n=13; 2n=26
Variedades aceptadas
- Acer campestre subsp. leiocarpum (Opiz) Schwer.
- Acer campestre subsp. marsicum (Guss.) Hayek

SinónimosVer Anexo.
Híbridos

### Cultivares
Unos 30 cultivares de Acer campestre son conocidos, seleccionados por su follaje o hábitos, u ocasionalmente ambos.
| - 'Carnival' - 'Commodore' - 'Compactum' - 'Eastleigh Weeping' - 'Elegant' - 'Elsrijk' - 'Evenly Red' - 'Fastigiatum' - 'Green Weeping' - 'Leprechaun' | - 'Lienco' - 'Marjolein' - 'Nanum' - 'Pendulum' - 'Postelense' - 'Pulverulentum' - 'Punctatissimum' - 'Puncticulatum' - 'Queen Elisabeth' - 'Red Shine' - 'Royal Ruby' | - 'Ruby Glow' - 'Schwerinii' - 'Senator' - 'Silver Celebration' - 'Silver Dawn' - 'Streetwise' - 'Tauricum' - 'Tomentosum' - 'William Caldwell' - 'Zorgvlied' |

## Nombres comunes
- Castellano: acer, acere, acere blando, acerón, acero, acirón, aciron, amapolo, arce, arce común, arce menor, arce moscón, arce-quejigo, arcero, avión, aviones, azre, ácere, ácere blando, erable, escarrón, escarro, gavilán, águilas, malbillo, marialbillo, moscón, moscón común, moscon, quejigo-arce, rompecaldera, rompe-caldera, sacere, samapol, samapul, volandero.[8]